# Boala Addison
Boala Addison, sau insuficiența corticosuprarenală primară, reprezintă o boală endocrină rară, caracterizată de hipofuncția suprarenală, cauzată de afectarea primară (distrugerea parțială sau completă) a glandei suprarenale, precum și secreția insuficientă a unor hormoni (glucocorticoizi (cortizol), unii mineralocorticoizi (aldosteron)). 
John F. Kennedy a suferit de boala Addison, dar și Jane Austen.

## Cauze
- Insuficiență suprarenală autoimună;
- Tuberculoza;
- sindromul Waterhouse-Friderichsen;
- HIV;
- hemoragie suprarenală bilaterală;
- boala fungică;
- sindromul antifosfolipidic;
- unele medicamente (ketoconazol) etc.

## Diagnostic
Analizele de rutină ar putea arăta:
- Hipercalcemie;
- Hipoglicemie;
- Hiponatremie;
- Hiperkalemie;
- Eozinofilie și limfocitoză;
- Acidoză metabolică.

## Simptome
- Slăbiciune, oboseală;
- Scădere în greutate;
- Amețeală, hipotensiune;
- Accentuarea pigmentației tegumentare;
- Anorexie, greață, vomă;
- Hipotensiune ortostatică, hipoglicemie;
- Diaree cronică, durere abdominală;
- Pierderea părului la femei;
- Sindrom depresiv, dificultăți de concentrare;
- Vitiligo.

## Tratament
Tratamentul bolii durează întreaga viață, și constă în principal în înlocuirea hormonilor-lipsă. Aceasta se face cu ajutorul tabletelor de hidrocortizon, sau prednison, pentru asigurarea dozei de cortizol, precum și fludrocortizon, pentru asigurarea dozei de aldosteron.